# 阿荣汗·阿吉
阿荣汗·阿吉（1923年6月—2005年4月24日），男，维吾尔族，新疆喀什市人，中国伊斯兰教人士。

## 生平
阿荣汗·阿吉曾任喀什市礼拜寺依麻木，喀什市政协常委、喀什市伊斯兰教协会主任，喀什市艾提尕尔清真寺依麻木，新疆维吾尔自治区政协第六届、七届委员会副主席。后来担任中国伊斯兰教协会副会长、新疆维吾尔自治区政协副主席、新疆维吾尔自治区伊斯兰教协会会长。

### 遇刺事件
1996年，新疆恐怖组织东突厥斯坦伊斯兰反对党准备实施系列暗杀活动，并称之为“断桥”、“赶汉”，其中“断桥”就是将反对东突厥斯坦独立运动的新疆维吾尔族宗教人士划为谋杀对象，借此斩断汉族和少数民族间的联系。22名恐怖分子根据暴力恐怖计划以及暗杀名单分赴新疆各地，准备在斋月第17天暗杀24位新疆党政干部和宗教人士，并在新疆境内大范围制造爆炸。
1996年5月12日清晨6时30分，阿荣汉·阿吉以及其儿子经过喀什市的一条小巷。阿荣汉·阿吉正准备赴中国最大的清真寺艾提尕尔清真寺主持当天早晨的第一次祷告。他们遭到了恐怖分子使用刀具刺杀。后经抢救，阿荣汉·阿吉及其儿子生还。后来，刺杀者被新疆警方抓获接受审讯时说，他当时既要完成任务，又因对宗教领袖阿荣汉·阿吉的敬畏而难以下手。新疆警方还很快破获了“断桥”、“赶汉”恐怖行动的线索，避免了列在暗杀名单上的新疆各界人士遭到暗杀。